# Graysville (Ohio)

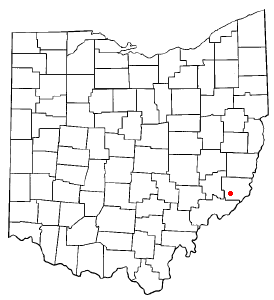
Graysville na planie stanu Ohio

Graysville – wieś w USA, w hrabstwie Monroe, w stanie Ohio.
W roku 2010, 18,4% mieszkańców było w wieku poniżej 18 lat, 3,8% było w wieku od 18 do 24 lat, 22,4% miało od 25 do 44 lat, 39,4% miało od 45 do 64 lat, 15,8% było w wieku 65 lat lub starszych. We wsi było 50,0% mężczyzn i 50,0% kobiet.
Liczba mieszkańców w 2010 roku wynosiła 76, a w roku 2012 wynosiła 76.